# Cabezuela del Valle
Cabezuela del Valle est une commune de la province de Cáceres dans la communauté autonome d'Estrémadure en Espagne. Avec une population de 2164 habitants (Institut National de la Statistique 2024), c'est la commune la plus peuplée de la communauté de communes Vallée du Jerte.
Elle se situe sur la route N-110, entre Navaconcejo et Jerte, à environ 30 km de Plasencia. Elle est traversée par la rivière Jerte. Son centre ville a été déclaré ensemble historico-artistique.

## Toponymie
Le terme "Cabezuela" a plusieurs significations mais toutes dérivent du diminutif de cabeza (tête), autre mot très polysémique. C'est au XIIIe siècle que la commune prit son nom de Cabezuela. Ce nom fait référence à sa situation sur un monticule, à 515 mètres d'altitude, car en oronymie, on se réfère à un monticule par le terme "cabeza".
L'ajout du terme "el Valle" date du XXe siècle et fait référence à sa situation dans la vallée du Jerte. Jusqu'à la réforme de la nomenclature municipale de 1916 le village s'appelait simplement Cabezuela. En 1916 il fut dénommé Cabezuela de la Sierra, puis à la fin de cette même année Cabezuela del Valle. L'objectif de la réforme était d'ajouter des mots aux noms de communes homonymes pour les distinguer entre elles.
Le gentilé est "cabezueleños", ou ses variantes "cabezolueños" ou "cabezoleños".

## Géographie
Cabezuela del Valle se situe dans la communauté de communes Vallée du Jerte. Elle est traversée par la route N-110 et par une route locale qui la relie à la commune de Hervas, dans le Valle del Ambroz.
La commune est située dans une zone abrupte et accidentée, dans la partie occidentale de la Sierra de Gredos. La rivière Jerte forme, dans le haut de son cours, une vallée profonde orientée nord-est sud-ouest. Les monts qui marquent les limites de cette vallée dans cette partie haute sont la sierra de Candelario au nord-est et la sierra de Tormantos au sud-est.

### Hydrographie
Pratiquement tout le territoire de la commune se trouve dans le bassin versant de la rivière Jerte, affluent de la rivière Alagon qui naît dans la localité voisine de Tornavacas. L'Alagon est lui-même un affluent du Tage. Le principal affluent du Jerte à Cabezuela est la Gorge des Enfers.

### Climat
D'après la classification climatique de Köppen, le climat est tempéré avec des étés secs et chauds. Dans la vallée du Jerte, les précipitations annuelles moyennes varient entre 1000 et 1500 mm.

## Histoire
Bien que le village soit d'origine médiévale, une stèle décorée, datant de la fin de l'Âge de Bronze ou début de l'Âge de Fer, c'est-à-dire entre la fin du Xe et le VIIe siècle avant J.C. y a été trouvée. Elle est actuellement au musée provincial de Caceres.

### Moyen-Âge
Le village s'est développé verticalement depuis une colline où a été fondé à l'époque médiévale le premier noyau de population, appelé La Aldea. Il s'est agrandi le long des pentes jusqu'au bord de la rivière Jerte. Il est pittoresque, avec des rues en pente, des voies en labyrinthe, des ruelles sombres qui rappellent son passé médiéval. Le bourg actuel appartenait, sous l'Ancien Régime, au domaine de Plasencia et était divisé en deux villages: Cabezuela et Vadillo. Le premier correspond au centre ancien actuel, et le deuxième est maintenant une zone semi-urbanisée au nord-est de la localité.
La ville abritait alors une importante communauté juive qui avait la catégorie d'aljama et un pouvoir économique considérable. Au XVe siècle la communauté s'est trouvée à l'étroit, et certaines familles s'établirent dans des localités proches comme Jerte ou Tornavacas. En 1491 les Rois Catholiques leur concédèrent la faculté d'agrandir l'aljama mais, moins d'un an après, ils furent contraints d'opter entre la conversion forcée et l'abandon de leurs logements récemment acquis pour un exil définitif, suivant le Décret d'Expulsion de 1492. Sur la synagogue fut édifiée l'église San Miguel.

### Epoque moderne
En 1662, suite aux difficultés économiques de la Couronne, les hameaux de Losar, Robledillo, Atalayuela, Toril et Majadas, qui appartenaient jusque là à Cabezuela, furent vendues au marquis de Serra. Les autorités de Plasencia exercèrent leur droit de préemption sur Cabezuela.
La guerre de Restauration portugaise affecta négativement l'économie de la ville, qui au XIIe siècle était l'un des villages les plus prospères de la région.

### Epoque contemporaine
Pendant la guerre d'Indépendance, le 14 avril 1810, les troupes napoléoniennes envahirent la ville en passant par le pont du nord, et mirent la ville à sac. Une troupe formée de forces régulières espagnoles, de guerrilleros et d'habitants, sortant vers le pont de Tornavacas, attaqua les français, faisant 15 morts et 4 blessés dans l'armée napoléonienne. Craignant que Cabezuela soit incendié en représailles, comme ils l'avaient fait l'année précédente à Jerte, une centaine de soldats furent envoyés de Coria pour protéger la ville. Ce renfort militaire empêcha une nouvelle attaque de l'armée française. La localité voisine Vadillo eut moins de chance, car en 1808 elle fut dévastée par les français et réduite à dix maisons. Comme c'était le lieu le plus affecté par le paludisme de la vallée, le village ne fut pas reconstruit.

## Economie
L'économie de la commune est essentiellement basée sur l'agriculture, et en particulier la culture de la Cerise du Jerte. Un musée lui est dédié.
Le secteur secondaire comptait en 2013 huit entreprises d'industrie et 19 de construction.
La commune se trouve dans la zone de production et d'élaboration de six produits alimentaires ayant une appellation d'origine ou une indication géographique protégée: l'huile Gata-Hurdes, la Cerise du Jerte, la Viande d'Avila, l'agneau d'Estrémadure, le veau d'Estrémadure et le jambon Dehesa d'Estrémadure.